# Comput grégorien
Dans la religion chrétienne, le comput grégorien est le calcul de la date des fêtes mobiles et particulièrement de la date de Pâques, appliqué au calendrier grégorien.
Les règles du comput n'ont pas été fondamentalement modifiées entre le comput julien et le comput grégorien.